# Чарлз (округ, Меріленд)
Шаблон:StateAbbr_ 38°29′ пн. ш. 77°01′ зх. д. / 38.48° пн. ш. 77.01° зх. д.
Округ Чарлз (англ. Charles County) — округ (графство) у штаті Меріленд, США. Ідентифікатор округу 24017.

## Демографія
За даними перепису
2000 року
загальне населення округу становило 120546 осіб, зокрема міського населення було 79874, а сільського — 40672.
Серед мешканців округу чоловіків було 58878, а жінок — 61668. В окрузі було 41668 домогосподарств, 32277 родин, які мешкали в 43903 будинках.
Середній розмір родини становив 3,21.
Віковий розподіл населення поданий у таблиці:
| Стать    | До 15 років | 15-21 | 22-29 | 30-39 | 40-49 | 50-65 | 65-85 | Понад 85 |
| -------- | ----------- | ----- | ----- | ----- | ----- | ----- | ----- | -------- |
| Чоловіки | 14699       | 5767  | 5230  | 10452 | 9682  | 9132  | 3679  | 237      |
| Жінки    | 14112       | 5580  | 5746  | 11419 | 10120 | 9205  | 4821  | 665      |

## Суміжні округи
- Графство принца Георга — північ
- Калверт — схід
- Графство Святої Марії — південний схід
- Вестморленд, Вірджинія — південний схід
- Кінг-Джордж, Вірджинія — південь
- Стаффорд, Вірджинія — захід
- Принс-Вільям, Вірджинія — захід
- Ферфакс, Вірджинія — північний захід

## Виноски
1. ↑  U.S. Decennial Census. United States Census Bureau. Архів оригіналу за 26 квітня 2015. Процитовано 12 вересня 2014.
2. ↑  Historical Census Browser. University of Virginia Library. Архів оригіналу за 11 серпня 2012. Процитовано 12 вересня 2014.
3. ↑  Population of Counties by Decennial Census: 1900 to 1990. United States Census Bureau. Архів оригіналу за 31 жовтня 2014. Процитовано 12 вересня 2014.
4. ↑  Census 2000 PHC-T-4. Ranking Tables for Counties: 1990 and 2000 (PDF). United States Census Bureau. Архів оригіналу (PDF) за 18 грудня 2014. Процитовано 12 вересня 2014.
5. ↑  State & County QuickFacts. United States Census Bureau. Архів оригіналу за 20 лютого 2016. Процитовано 24 серпня 2013. [Архівовано 2001-07-10 у Wayback Machine.](англ.) Наведено за англійською вікіпедією.
6. ↑  American FactFinder. Бюро перепису населення США. Архів оригіналу за 26 лютого 2012. Процитовано 31 січня 2008. [Архівовано 2008-05-21 у Wayback Machine.]

| США | Це незавершена стаття з географії США. Ви можете допомогти проєкту, виправивши або дописавши її. |